# Hustjärnen (Kalls socken, Jämtland)
Hustjärnen är en sjö i Åre kommun i Jämtland och ingår i Indalsälvens huvudavrinningsområde.